# 斉藤資
斉藤 資（さいとう たすく、1983年5月17日 - ）は、岩手県出身の元プロバスケットボール選手である。ポジションはポイントガード。180cm、77kg。bjリーグの大阪エヴェッサに2006-07シーズン所属し、シーズン終了後に引退した。
九戸中から盛岡南高に進学し、1999年インターハイと2001年ウィンターカップでベスト16を経験。その後日本体育大学に進み、インカレでも活躍。1年次には準優勝した。
大学卒業後の2006年、bjリーグの大阪エヴェッサにドラフト2巡目・全体5位指名を受け入団。わずか2分ながら開幕戦出場を果たし、プレイオフこそ出場はなかったが、ルーキーシーズンからエヴェッサの完全優勝に貢献した。
シーズン後、戦力外通告を受け、現役引退。引退後は体育教師として、バスケットボールの指導にあたっている。